# نحميا ونايت
نحميا ونايت (بالإنجليزية: Nehemiah Knight)‏ هو سياسي أمريكي، ولد في 23 مارس 1746 ببروفيدنس في الولايات المتحدة، وتوفي بنفس المكان في 13 يونيو 1808. انتخب عضو مجلس النواب الأمريكي.